# Autosan Eurolider 12
Autosan Eurolider 12 – autobus międzymiastowy produkowany seryjnie w latach 2009–2015 przez zakłady Autosan w Sanoku. Pojazd należy do modułowej rodziny A12 Eurolider.

## Historia modelu
16 września 2009 roku podczas targów Transexpo 2009 po raz pierwszy zaprezentowany został prototyp autobusu Autosan A1212C Eurolider (w skrócie czasem nazywanego Eurolider 12). Jest to trzeci w kolejności ukazania się model modułowej rodziny A12. Pod względem technicznym jest on spokrewniony z większym modelem Autosan Eurolider 13, wiele podzespołów jest takich samych.
Model Eurolider 12 był produkowany turbodoładowanym silnikiem wysokoprężnym Cummins ISB6.7E5 300 spełniającym wymagania normy Euro 5, 6-cylindrowym, rzędowym, o pojemności skokowej 6,7 dm3, osiągającym moc maksymalną 221 kW (300 KM) przy 2500 obr./min., zaś maksymalny moment obrotowy 1100 Nm przy 1200-1700 obr./min.. Jednostka napędowa umieszczona została w tylnej części autobusu, podłużnie stojąco. Według pierwotnych założeń przewidywane było wprowadzenie do oferty pojazdów wyposażonych w silnik Renault DXi7, 6-cylindrowy, rzędowy, o pojemności skokowej 7,2 dm3, o mocy maksymalnej 235 kW (320 KM) osiąganej przy 2300 obr./min., i maksymalnym momencie obrotowym 1200 Nm przy 1200-1700 obr./min. Autobus z takim silnikiem miał nosić oznaczenie Autosan A1212R Eurolider.
Jednostki napędowe zblokowane są z manualną 6-biegową skrzynią biegów ZF 6S-1010BO lub automatyczną Allison T350R z integralnym zwalniaczem hydraulicznym (retarderem). W układzie jezdnym zastosowano osie firmy ZF z zawieszeniem pneumatycznym, z przodu niezależnym, z tyłu zamontowano sztywną jednostopniową oś. Miało być możliwe zamontowanie alternatywnych wobec ZF zespołów jezdnych takich jak np. oś przednia LAF lub Voith, tylny most napędowy Dana Spicer. W wyposażeniu standardowym znajduje się elektroniczny system sterowania zawieszeniem ECAS. Układ jezdny uzupełniają dwuobwodowy układ hamulcowy firmy Wabco, pneumatyczne hamulce tarczowe na obu osiach, system EBS (zawierający systemy ABS/ASR) i ESP (elektronicznej stabilizacji toru jazdy).
Nadwozie zostało zaprojektowane od podstaw przez zewnętrzną firmę designerską i drugą firmę, która opracowała jego konstrukcję. Samonośny szkielet modelu A1212 wykonywany jest z zamkniętych profili o przekroju kwadratowym i prostokątnym, współpracuje on z ramą nośną o konstrukcji kratownicowej. W górnej części nadwozia jest on wykonany ze stali o podwyższonej wytrzymałości, w części dolnej ze stali nierdzewnej. W opcji był wykonywany całkowicie ze stali nierdzewnej. Poszycie zewnętrzne wklejane do nadwozia wykonano ze stali nierdzewnej chromoniklowej oraz tworzyw sztucznych (ściany przednia i tylna, nadkola boczne, dach i zderzaki), natomiast klapy boczne i tylną z aluminium. Do szkieletu wklejane są również szyby. Pojemność bagażnika podpodłogowego wynosi około 5,5 m³. Bryłę pojazdu charakteryzują ostre krzywizny, stosunkowo mała powierzchnia oszklona ścian bocznych oraz gięte szyby boczne. Szyba przednia jest jednoczęściowa (panoramiczna), szyby boczne są przesuwne, przyciemniane, szyby drzwi są termoizolacyjne. Wyróżniającym się elementem nadwozia, pozbawionego listew ozdobnych, są wystające zderzaki i malowane na czarno przednie podszybie. Zrezygnowano ze srebrzystych pasów z polerowanego aluminium stosowanych w większym modelu.
Tylne drzwi o szerokości 720 mm, umieszczone między osiami, mogą posiadać dodatkowe, wąskie skrzydło, zwiększające po otwarciu szerokość otworu drzwiowego do ponad 900 mm, otwierane ręcznie przez kierowcę w razie potrzeby (dla osób niepełnosprawnych). W progu drzwi była instalowana wówczas winda Braun UVL, w stanie złożonym wkomponowana w stopień w drzwiach środkowych. Otwarcie węższych drzwi odblokowuje dostęp do windy. Takie nietypowe rozwiązanie pozwala na przewożenie osób niepełnosprawnych i zamontowanie dodatkowej pary foteli. Fotele pochodzą z firmy Spójnia z Sanoka. Mechanizm kierowniczy ze wspomaganiem z firmy ZF. Standardowo zamontowano nie regulowaną deskę rozdzielczą własnej konstrukcji firmy, w opcji dostępne są regulowane deski FAP lub Siemens VDO. Wszystkie one współpracującą z instalacją elektryczną bazującą na magistrali CAN.
Pojemność autobusu w zależności od rozplanowania wnętrza sięga 75-78 osób, w tym 55 miejsca siedzące oraz 20 dla osób stojących lub 53 siedzące i 25 dla osób stojących.
Wyposażenie dodatkowe może obejmować klimatyzator przestrzeni pasażerskiej z oknami termoizolacyjnymi, klimatyzator kierowcy, automatyczną skrzynię biegów, system czujników cofania, czujnik przeciwpożarowy i system przeciwpożarowy DAFO, zestaw audio-video (odtwarzacz DVD i 2 monitory LCD), turystyczne fotele pasażerskie, wyposażenie foteli w stolik oraz siatkę na przedmioty podręczne, obrotowy fotel kierowcy firmy ISRI, kołpaki kół.
W kwietniu 2010 roku pierwszy wyprodukowany jeszcze w 2009 roku egzemplarz modelu A1212C Eurolider, początkowo wykorzystywany przez fabrykę, sprzedany został firmie Veolia Transport Podkarpacie z Sędziszowa Małopolskiego, która została pierwszym użytkownikiem modelu serii A12 Eurolider w Polsce. W tym samym okresie wyeksportowano pierwszy egzemplarz tego modelu do Szwecji oraz sprzedano 5 fabrycznie nowych egzemplarzy, pod zmienionym oznaczeniem Autosan Eurolider 12, firmie Veolia Transport Kujawy z Torunia.
W II kwartale 2010 roku do Wielkiej Brytanii trafi pierwsze 6 sztuk w wersji dostosowanej do ruchu lewostronnego, noszącej nazwę Autosan A1212C EuroLeader RHD.
Aktualnie, model nie znajduje się w ofercie producenta ani nie ma żadnych informacji o jego dostawach i produkcji po roku 2015.
W planach było opracowanie wersji o podwyższonym poziomie podłogi i wysokości sięgającej 3,5 metra, przeznaczonego na dłuższe trasy. Mogła również zostać opracowana wersja niskowejściowa.

## Galeria

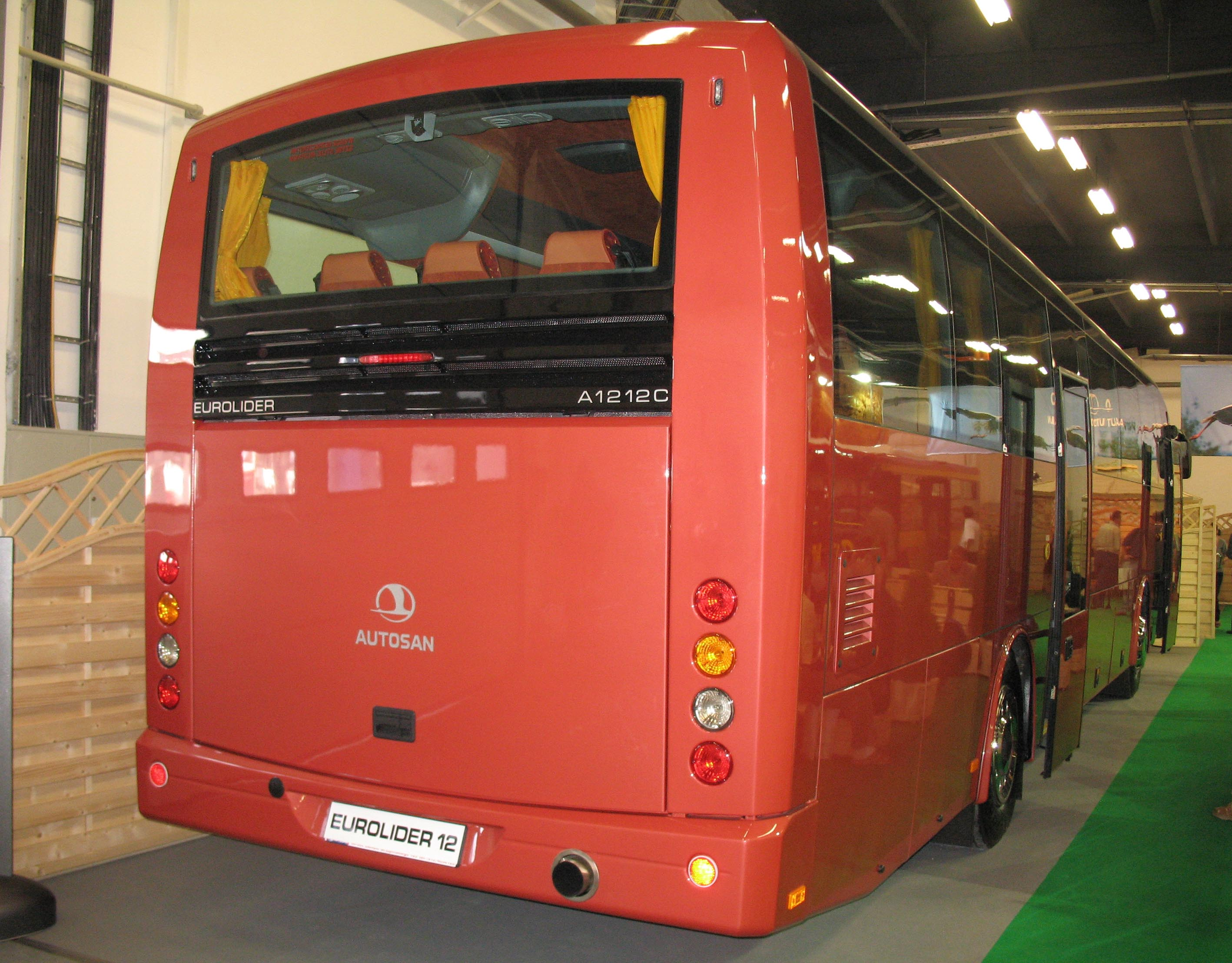
Autosan A1212C Eurolider od tyłu
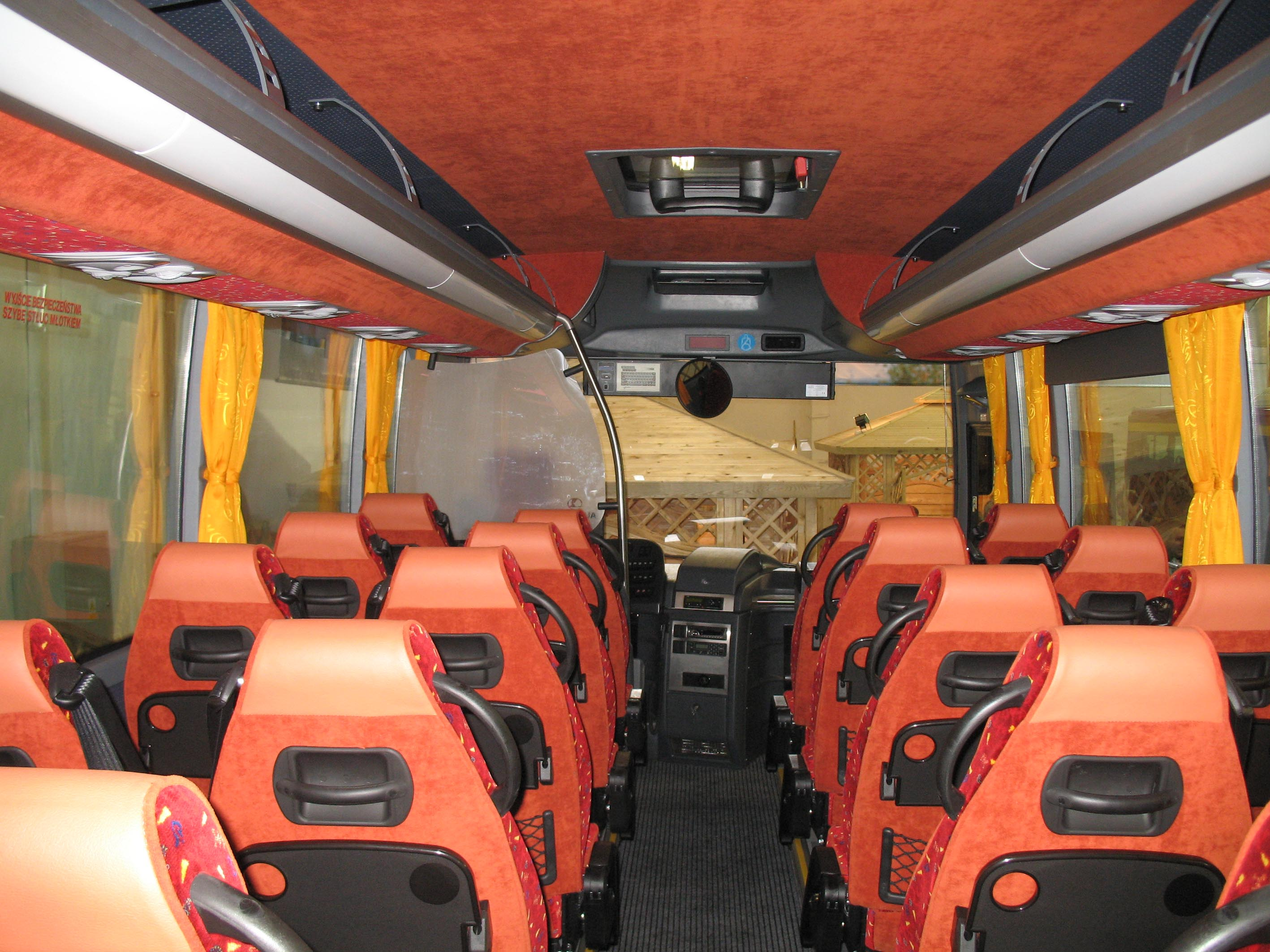
Wnętrze Autosana A1212C Eurolider
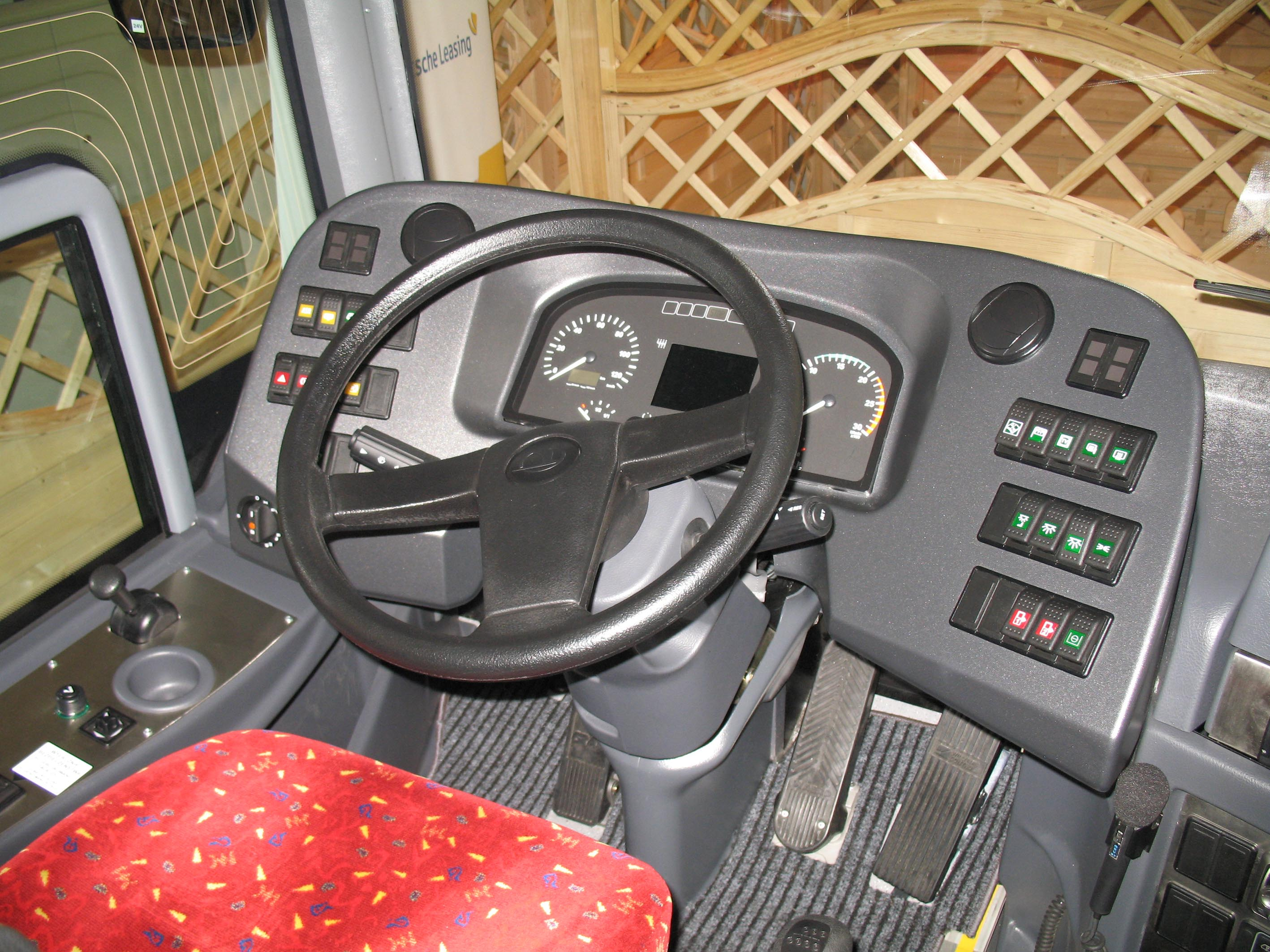
Deska rozdzielcza własnej konstrukcji w modelu Autosan A1212C Eurolider
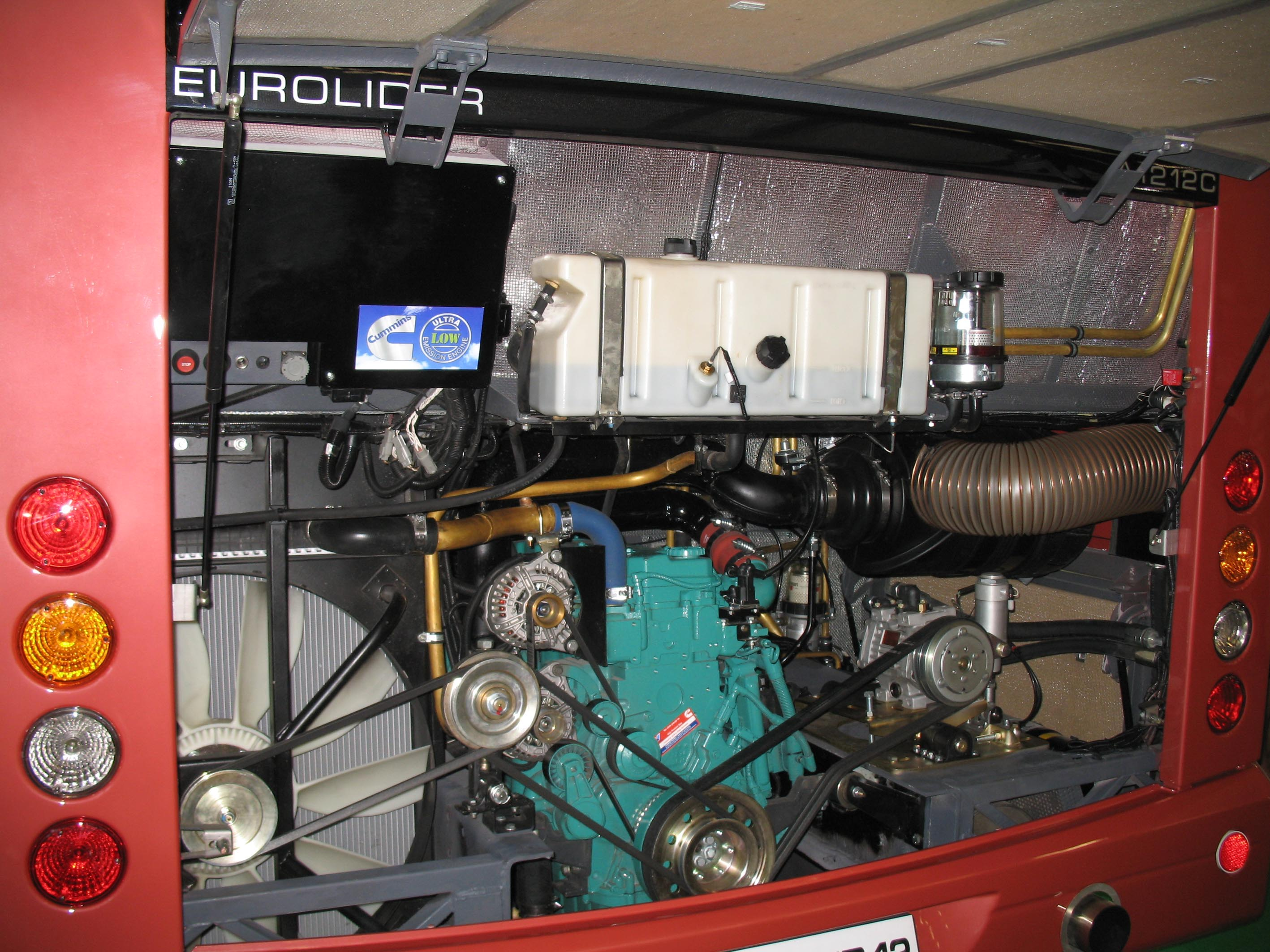
Silnik wysokoprężny firmy Cummins typu ISB6.7E5 300 Euro 5 w Autosanie A1212C Eurolider